# Tetragnatha levii
Tetragnatha levii este o specie de păianjeni din genul Tetragnatha, familia Tetragnathidae, descrisă de Yutaka Okuma în anul 1992. Conform Catalogue of Life specia Tetragnatha levii nu are subspecii cunoscute.